# بيير غوبير
بيير غوبير (بالفرنسية: Pierre Goubert)‏ هو مؤرخ فرنسي مختص في التاريخ الفرنسي.